# 德俊
德俊（1796年—？），博尔济吉特氏，字慎葊，號克齋，蒙古镶黄旗人。清朝政治人物。

## 生平
道光元年，乡试中举人。道光十五年，登乙未科進士，曾任甘肃两当县知县。道光十八年，任内负责撰写《两当县志》。德俊有一女是左都御史英元的继妻。